# Клепарів (станція)
Кле́парів — сортувальна залізнична станція Львівської дирекції Львівської залізниці.
Обслуговує в основному вантажні потяги, розташована в північно-західній частині Львова Львівської області на лінії Львів — Рава-Руська між станціями Львів (2 км) та Брюховичі (7 км).

## Історія
Станцію було відкрито 1887 року на новозбудованій залізниці Львів — Рава-Руська. З 1895 функціонувала локальна залізниця Львів (Клепарів) — Яворів.
За свідченнями історика Олени Степанів, розміщеними у книзі «Сучасний Львів», у 1940-х роках станція Клепарів мала особливе значення у пасажирському русі у напрямку Брюховичів. Вона обслуговувала північно-західну частину Львова, а саме Яворівський та Рава-Руський напрями. Натомість як вантажна станція вона не мала особливого значення через погане обладнання, тож використовувалась лише для прилеглих підприємств.
. У радянський період довгий час начальником станції Клепарів працював Герой Соціалістичної Праці Братчин Іван Петрович.
У серпні 2010 року у вагонному депо Клепарів було атестовано новозбудований цех із ремонту та випробування гальмівного обладнання. Це дало підприємству право проведення деповського ремонту 4-вісних вантажних вагонів (напіввагонів, платформ, вагонів-хоперів для перевезення цементу, зерна, мінеральних добрив, думпкарів, вагонів-цистерн (без ремонту котла), а також виконання технічного обслуговування вантажних та пасажирських вагонів без відчеплення та з відчепленням вантажних вагонів всіх типів і перестановки вантажних вагонів із широкої колії 1520 мм на вузьку та навпаки.

## Послуги
Клепарів — сортувальна станція. Найбільша станція Львівської залізниці та одна з найбільших станцій України. Крім того має перехід із змінного струму на постійний. До складу входять локомотивне депо Львів-Схід, вантажне вагонне депо Клепарів, залізничний парк «Батарівка». Станцію Клепарів та станцію Львів розділяє лише міст на вулиці Левандівській. Має одну сортувальну систему (19 сортувальних колій). Середній добовий вагонообіг — 2800 вагонів. Переробка — 1800 вагонів на добу.

Із загального обсягу вагонопотоку близько 62 % припадає на транзит із переробкою, близько 37 % — на транзит без переробки і близько одного відсотка на вагони місцевого призначення. На станції відбувається зміна локомотивів та локомотивних бригад поїздів, здійснюється причеплення та відчеплення штовхачів від поїздів.

Натомість як пасажирська станція вона зараз не має великого значення — тут зупиняється лише дизель-потяг Львів — Рава-Руська. Окрім того, враховуючи велике значення станції для Львівської залізниці, електрички Львів — Клепарів.

## Парк Батарівка
Залізничний парк Батарівка входить до складу станції Клепарів, яка розташована на території Львова. Батарівка приймає та віддає подачі з Підзамче та з пасажирського парку станції Клепарів. Налічує три колії.

Розташована між залізничними станціями Клепарів та Брюховичі на колії Львів — Рава-Руська. У межах перегону Клепарів — Батарівка для потягів діє обмеження швидкості 50 км/год.
27 липня 2010 року на перегоні Батарівка — Рясна II зійшли з рейок тринадцять вагонів вантажного потягу, який перевозив вугілля з Донецька на Бурштинську ТЕС — було пошкоджено 300 м бокової колії та п'ять опор контактної мережі.
У рамках розбудови у Львові мережі зупинних пунктів для курсування міського рейкового автобуса після запровадження його першої черги Сихів — Підзамче планувалось запустити в дію другу чергу Сихів — Рясне з низкою проміжних зупинок, у тому числі Батарівка, для чого міська рада погодила виділення землі для Львівської залізниці.
Батарівка не має великого значення у пасажирському русі — тут зупиняється лише потяг Львів — Рава-Руська.